# Считанные дни (фильм, 1994)
«Считанные дни» (исп. Días contados) — испанский фильм-драма 1994 года режиссёра Иманола Урибе по роману Хуана Мадрида с Кармело Гомесом и Рут Габриэль в главных ролях.

## Сюжет
Фильм повествует о любви двух людей, живущих на грани. Антонио, боевик террористической организации ЭТА, вместе с двумя другими боевиками Карлосом и Лурдес направляется в Мадрид для проведения террористического акта в столице. Под видом фотографа он поселяется в съёмной квартире и знакомится с соседкой Чаро, наивной проституткой и наркоманкой, и оказывается увлечён ею. Совершив убийство полицейского, Антонио сбегает с Чаро из Мадрида в Гранаду. Его объявляют в розыск по наводке Лисардо, приятеля-наркомана и информатора полиции, и из выпуска теленовостей Чаро узнаёт, чем в действительности занимается её возлюбленный. Фильм завершается гибелью обоих главных героев при взрыве в полицейском участке.

## В ролях
- Кармело Гомес — Антонио
- Рут Габриэль — Чаро
- Хавьер Бардем — Лисардо
- Кандела Пенья — Ванеса
- Пепон Ньето — Угарте
- Карра Элехальде — Рафа
- Эльвира Мингес — Лурдес

## Награды
Фильм «Считанные дни» получил 19 номинаций на премию «Гойя» и победил в следующих категориях:
- Лучшая мужская роль (Кармело Гомес)
- Лучшая режиссура (Иманол Урибе)
- Лучший монтаж (Тереса Фонт)
- Лучший фильм
- Лучший женский актёрский дебют (Рут Габриэль)
- Лучший адаптированный сценарий (Иманол Урибе)
- Лучшие спецэффекты (Рейес Абадес)
- Лучшая мужская роль второго плана (Хавьер Бардем)

На Сан-Себастьянском кинофестивале 1994 года фильм «Считанные дни» получил «Золотую раковину» как лучший фильм фестиваля. Актёр Хавьер Бардем был награждён «Серебряной раковиной» как лучший актёр.